# Typothorax
Il tipotorace (gen. Typothorax) è un rettile estinto, appartenente agli aetosauri. Visse nel Triassico superiore (Norico - Retico, circa 220 - 201 milioni di anni fa) e i suoi resti fossili sono stati ritrovati in Nordamerica.

## Descrizione
Questo animale era di grandi dimensioni, e poteva raggiungere la lunghezza di due metri e mezzo, e il peso doveva aggirarsi sui 100 chilogrammi. Era dotato di un'ampia corazza che ricopriva gran parte del corpo, costituita da scudi ossei. Typothorax era un rappresentante degli etosauri, e come tutti i membri di questo gruppo era dotato di denti simili a foglie, piccoli e adatti a una dieta a base di vegetali. Al contrario di altri aetosauri come Desmatosuchus, Typothorax era sprovvisto di grandi spine nella zona delle spalle. Tuttavia, possedeva un paio di spuntoni ingranditi sul collo, che sporgevano dalla terza fila di scudi. Questo animale possedeva lungo il dorso scudi laterali che reggevano strutture simili a corna dalla punta uncinata, mentre i suoi fianchi e il ventre erano ricoperti da scudi ornamentati. Typothorax è scarsamente rappresentato da elementi ossei rispetto ad altri aetosauri (a loro volta poco rappresentati rispetto ad altri arcosauri triassici), e gli elementi che si rinvengono maggiormente allo stato fossile sono parti dell'armatura.
La colonna vertebrale di Typothorax era corta, con le singole vertebre ridotte in lunghezza. In ogni caso, gli osteodermi che ricoprivano le vertebre non erano accorciati, ma erano ridotti in numero cosicché ogni osteoderma dorsale paramediano (osteodermi che ricoprono il dorso) ricoprivano alcune vertebre dorsali. In quasi tutti gli altri arcosauri crurotarsi, vi è un osteoderma in corrispondenza di ogni vertebra. La specie più nota (Typothorax coccinarum) possedeva circa 20 file di osteodermi presacrali e circa 26 vertebre presacrali. Se le spine cervicali di Typothorax sono omologhe a quelle di Desmatosuchus, è probabile che le file di osteodermi fossero scomparse nella parte anteriore, poiché in Desmatosuchus le spine erano presenti nella quinta fila, mentre in Typothorax erano nella terza (Heckert et al., 2010). In T. coccinarum, vi erano 10 colonne di osteodermi toracici, e 4 colonne di osteodermi ventrali nella zona del ventre.
Al contrario di ogni altro aetosauro, Typothorax possedeva osteodermi spinosi al di sotto della coda, nei pressi della cloaca. Questa regione, tuttavia, non era coperta da osteodermi in modo così estensivo di altri aetosauri come Aetosaurus e Coahomasuchus.

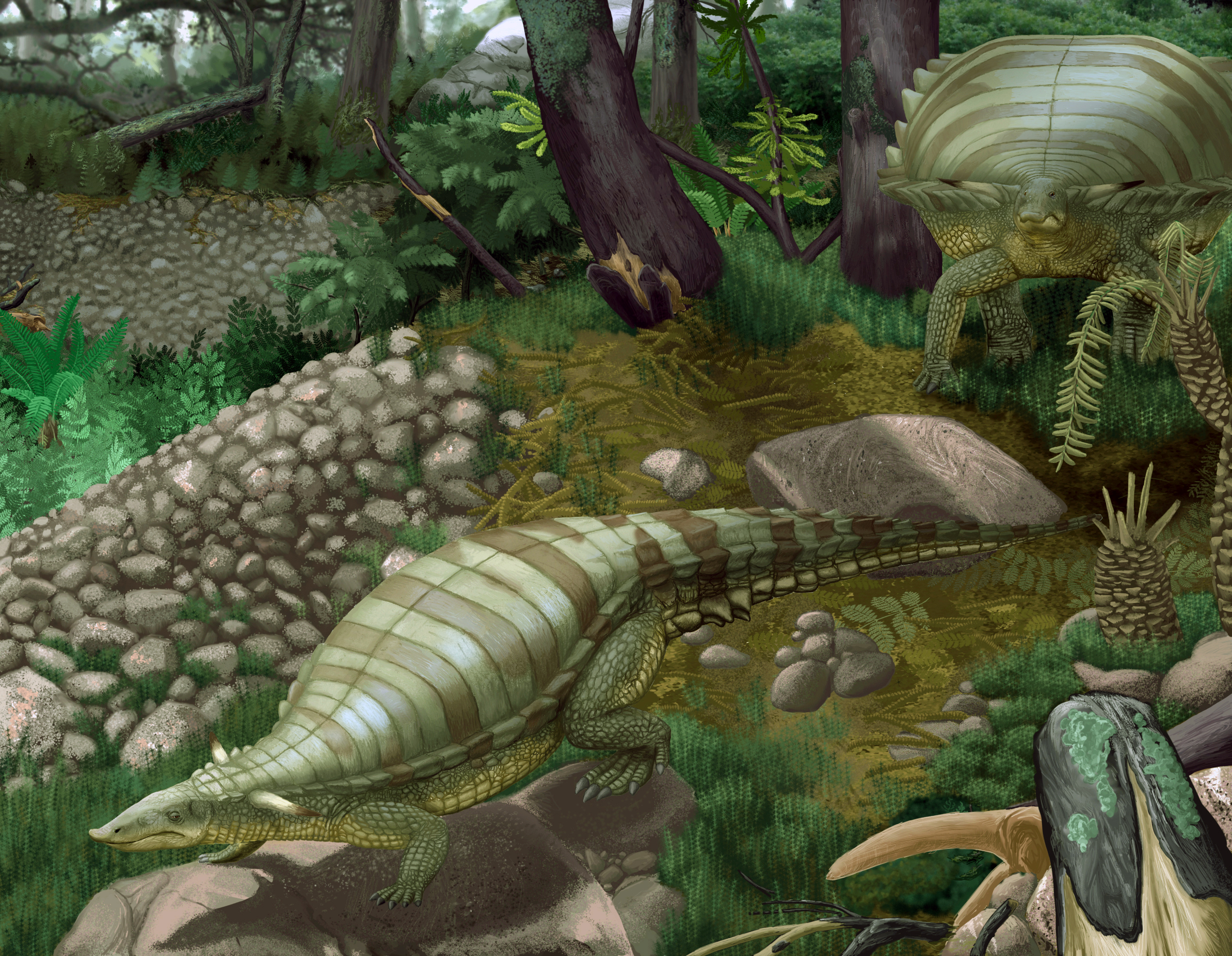
Ricostruzione di Typothorax coccinarum

## Classificazione
Typothorax è stato descritto per la prima volta nel 1875 da Edward Drinker Cope sulla base di fossii ritrovati in Nuovo Messico, ed è stato uno dei primi vertebrati descritti provenienti da strati del Triassico del Nordamerica occidentale. Tuttavia, per lungo tempo questo animale è stato poco studiato e compreso; i paleontologi hanno trovato le sue caratteristiche piastre per decenni, ma solo negli anni 2000 sono stati compiuti studi completi sul genere Typothorax. I fossili di questo animale sono stati ritrovati in Arizona, nella formazione Chinle, così come in Texas e in Nuovo Messico, nel gruppo Dockum.
Typothorax appartiene agli aetosauri, un gruppo di arcosauri triassici dotati di grandi corazze e dalla dieta erbivora. Typothorax rappresentava una forma specializzata di aetosauri, la cui forma più affine sembrerebbe essere stata Redondasuchus. Quest'ultimo animale venne per lungo tempo confuso con Typothorax: Redondasuchus reseri venne descritto nel 1991, ma nel 1995 fu posto in sinonimia con T. coccinarum; altri studi indicarono la presenza di una specie distinta, T. reseri (Matz, 2002). La scoperta di nuovi fossili permise di chiarire la distinzione tra Redondasuchus e Typothorax, con la nuova specie R. rineharti (Spielmann et al., 2006).
Nuovi fossili attribuiti a T. coccinarum aiutarono a distinguere i due generi: Redondasuchus possedeva osteodermi paramediani fortemente incurvati, mentre Typothorax li aveva leggermente arcuati (Heckert et al., 2010). Un'altra specie attribuita a Typothorax è  T. antiquum, rinvenuta nel Nuovo Messico (Lucas et al., 2002).
Typothorax è anche al centro di un caso tassonomico: uno studio di Parker (2013) ha ridescritto l'olotipo della specie tipo Typothorax coccinarum. Questo esemplare è risultato essere troppo frammentario per una diagnosi, e quindi rappresenterebbe un nomen dubium. Cope, nel 1887, descrisse un altro fossile come Episcoposaurus horridus, successivamente attribuito a T. coccinarum. Il nome corretto per gli esemplari diagnosticabili di Typothorax dovrebbe essere quindi Episcoposaurus. Tuttavia lo stesso Parker, tentando di conservare una stabilità tassonomica, ha suggerito una petizione per stabilire un neotipo per T. coccinarum sulla base di fossili ben conservati.

## Paleobiologia
Come tutti gli aetosauri e molti altri crurotarsi arcaici, Typothorax aveva zampe posteriori dalla postura eretta, poste al di sotto del corpo. Ciò è evidente dal femore diritto, dal piede diretto anteriormente e dalla proiezione della superficie laterale dell'ilio sopra il femore. Poiché la lunghezza del femore è quasi identica a quella della tibia e della fibula e dell'astragalo e del calcagno, Typothorax era probabilmente un animale dai movimenti lenti. Le zampe anteriori erano di taglia ridotta ed erano dirette all'infuori, in una posizione simile a quella dei coccodrilli. Questa postura è nota anche nei dinosauri anchilosauri, nei ceratopsi e nel cinodonte arcaico Procynosuchus.

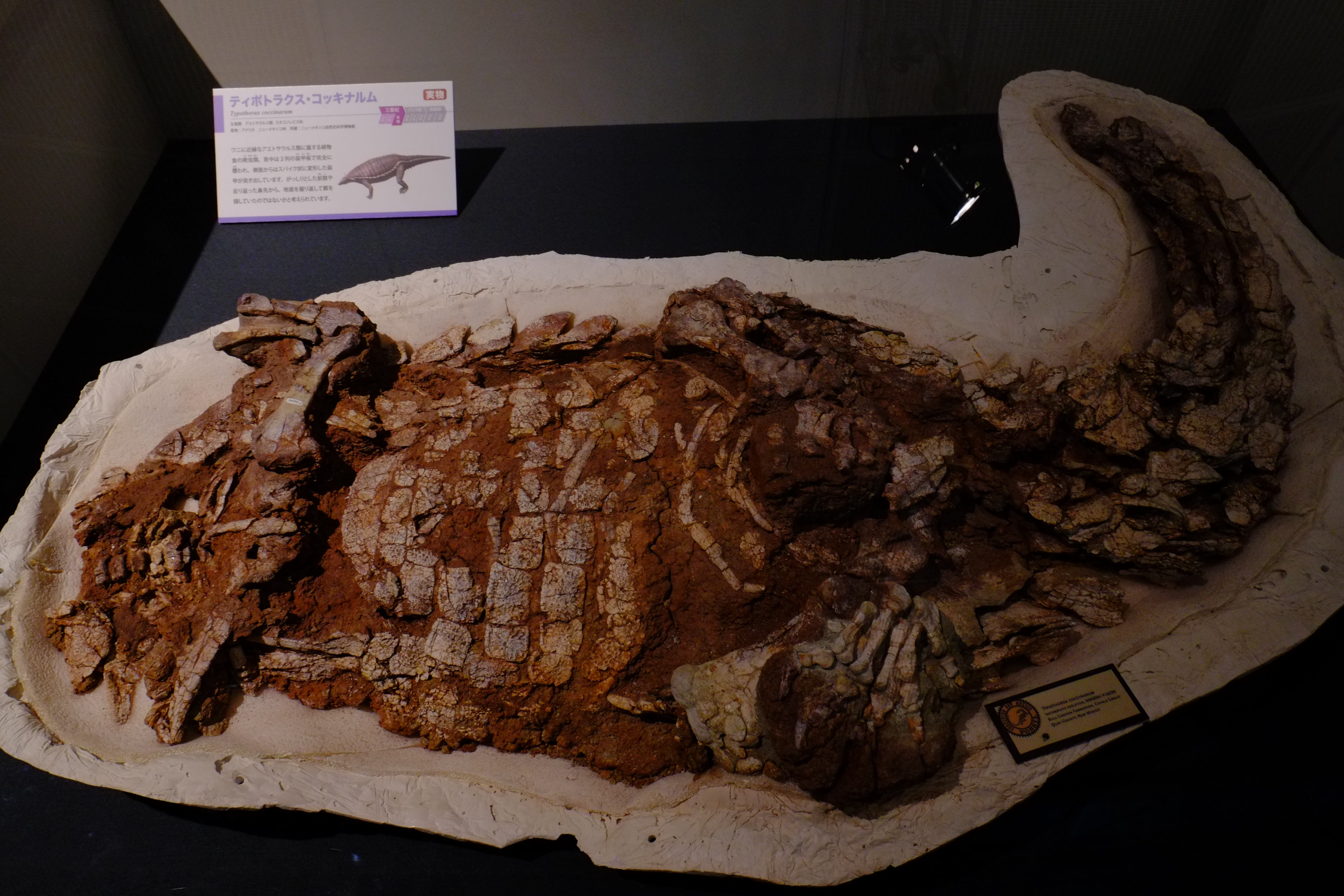
Fossile di Typothorax coccinarum

Alcuni aspetti dell'anatomia degli arti anteriori sono stati interpretati come adattamenti per scavare. Come in molti tetrapodi scavatori, il radio era molto più corto dell'omero. Come in altri aetosauri, vi era una cresta deltopettorale prominente sull'omero, e la mano era corta e larga (una caratteristica degli animali scavatori). Vi era anche un entepicondilo sull'omero, che è l'origine dei muscoli pronatore dell'avambraccio e flessore della mano. Typothorax possedeva anche un olecrano piuttosto lungo per l'inserzione del muscolo M. triceps, anche se non lungo quanto quello dei tipici animali scavatori. Uno studio ha concluso che Typothorax non fosse particolarmente adatto per uno stile di vita fossorio, ma che avesse un'abilità nello scavare che altri aetosauri non avevano (Heckert et al., 2010). Il muso rivolto verso l'alto, presente in Typothorax come in altri aetosauri, suggerisce che questi animali potrebbero aver cercato il cibo smuovendo il suolo con il grugno.